# Pléneau-Insel
Die Pléneau-Insel ist eine 1,3 km lange Insel im Wilhelm-Archipel vor der Westküste des Grahamlands im Norden der Antarktischen Halbinsel. Sie liegt unmittelbar nordöstlich der Krogmanninsel.
Teilnehmer der Vierten Französischen Antarktisexpedition (1903–1905) kartierten sie als Landspitze der Krogmanninsel. Expeditionsleiter Jean-Baptiste Charcot benannte sie als Pointe Pléneau. Namensgeber ist Paul Pléneau (1869–1949), Fotograf bei dieser Forschungsreise. Korrekt als Insel ist sie erstmals auf einer argentinischen Landkarte aus dem Jahr 1957 verzeichnet.